# Berend Intelmann
Berend Intelmann ist ein deutscher Musiker, Komponist und Produzent. Er war Mitglied der Bands Paula, Guther und veröffentlicht heute Musik unter seinem Namen Berend Intelmann. 

## Leben
Intelmann begann seine Musikkarriere in Hamburg als Schlagzeuger der Bands Hallelujah Ding Dong Happy Happy! und OoF!. 1997 gründete er mit Elke Brauweiler die Band Paula in der er bis 2005 Mitglied war. Ab 2005 wirkt er weiterhin als Produzent und Songwriter für die Band.
Als Berend veröffentlichte er im Jahr 2001 ein Soloalbum. Unter gleichem Namen folgte im Jahr 2005 ein Bandprojekt zusammen mit den Musikern Carsten Diekmann, Christoph Schneider, und Daniel Klingen. Zwischen 2003 und 2006 war Berend Intelmann zusammen mit Julia Guther Teil der Gruppe Guther. Neben Paula und Elke Brauweiler produzierte Intelmann auch Jens Friebe, Fotos, Naima Husseini, Montblanc MissinCat, Kris Kraus.Spoon and the Forkestra, Polock
Seit 2018 tritt Intelmann auch als Komponist für TV-Serien und Dokumentationen in Erscheinung. 

## Diskografie
mit Hallelujah Ding Dong Happy Happy!
- Hi!, Album 1991
- Mikrokosmos, Album 1992

mit Nautic United
- Nautic United, Album 1994[20]

mit OoF!
- Na, wie war ich?, Album 1995

mit Paula
- Himmelfahrt, Album 2000
- Als es passierte, Single 2000
- Jimmy, Single 2000
- Liebe, Album 2001
- Von guten Eltern, Single 2001
- Liebster, Single 2001
- Warum Berlin, Album 2002
- Die Stadt, Single 2002
- Ich denke nicht oft an dich, Single 2002
- Ruhig Blut, Album 2005
- Paula, Album 2014
- In Farbe sehen, Single 2014

mit Berend
- Viele Tage Lang, Single 2000
- Frühes Frühstück, Album 2001
- Mutig werden, Single 2001
- Tagesthemen, Album 2005

mit Guther
- I know you know, Album 2003
- Sundet, 2006

mit Vinson Fraley & Al Pagoda
- In Roam, EP 2025[21]

als Berend Intelmann
- Mother Nature, Album 2025[22]

## Filmografie
- Parka Labs, TV-Serie 2018, 8 Episoden
- Lampenfieber, Dokumentation 2019
- Navras, Short 2020
- Los Cuatro Vientos, Dokumentation 2021
- Die schöne Rebellin, Netflix Film, 2023[23]
- Wer wir sind, ARD Serie, 2023[24]